# 賢德之君
賢德之君，是日本現役純種競賽馬匹。目前主要勝利有2024年短途馬錦標。

## 出賽前
2020年3月7日出生於北海道浦河町三嶋牧場，成長途中於被馬主江馬由將購入。
其後交由栗東訓練中心練馬師杉山晴紀訓練。

## 競賽生涯

### 2歲
2022年11月12日出戰阪神競馬場2歲新馬戰，維持於第二的位置下於直路大幅失速，最終以包尾第九落敗。
其後出戰2歲未勝利戰，採用領放戰術下於直路一度進佔領先的優勢，但隨後被Mild Hunter超越以第二落敗。

### 3歲
2023年年初於3歲未勝利戰取得第四後，在2星期後再度出戰3歲未勝利戰，維持領放狀態之下於直路以不俗反應衝刺，最終拉開後方3 1/2馬位取得勝利。
4月29日出戰3歲一捷馬戰，本次比賽選擇於第四左右的位置推進，進入直路後雖然能爆發出不俗的速度衝出，但於纏鬥途中未能壓過Alluring View以鼻位落敗。
5月7日出戰表列賽橘錦標，於出閘迅速之下稍為加速上前進佔第二的位置，並一直維持於領放馬盈寶洪河後方位置推進。進入直路後，其迅速展開衝刺並越過對手取得領先，後續繼續彈離其他馬匹下以5馬位大勝。
其後出戰葵葉錦標，本次比賽選擇維持於約莫第五的位置，並於通過彎道時於內欄位置逐步推進。進入直路後，其於內欄逐步突圍而出，但最終仍然敗於領放馬魔族美妙，以1/2馬位落後對手取得第二。
夏季以朱鷺錦標作為目標，維持於有利位置下在直路稍為加速衝刺，但未能進入全速狀態下於直路被十歡薔薇追過且無法超越Thermal Wind，最終敗於兩匹對手取得第三。
進入秋季隨即出戰天鵝錦標，雖然比賽初段以沉穩的節奏保持於後方位置等待時機，但於直路上未能以優秀的速度扭轉局面，追逐不及之下以第四落敗。
11月26日返回1200米賽事並出戰京阪盃，賽前取得第一人氣。比賽開始後，其於約莫第五的位置展開推進，於比賽途中維持於有利位置準備發力。進入直路後，其繼續堅守內欄的位置逐步衝刺，雖然得以超越前方力弱的對手，但最後仍然被衝出的濠城擊敗取得第二。

### 4歲
2024年年初以絲路錦標作為首戰，比賽初段於迅速出閘後維持於領放馬竹園飛劍後方位置推進，並於通過彎道時開始發力。進入直路後，其於中檔位置輕鬆超越對手取得領先，隨後繼續保持衝刺下亦能擊退來襲的愛勁利，最終以3馬位優勢取得首個分級初冠軍。
3月24日按照計劃出戰高松宮紀念，雖然比賽初段維持於先頭的位置，但於直路上突然大幅失速未能於前方保持優勢，最終以第十大敗。
賽後，其更被檢查出左腳橈側手根骨及左腳第三手根骨骨折，因而進入休養。
9月29日於一級賽短途馬錦標復出，賽前因為久休僅獲得第九人氣。比賽開始後，面對前方純魔法的快放，其維持於第三的位置逐步推進，並於最後彎道開始逐步透出追趕前方的賽駒。進入直路後，其繼續維持過彎時的勢頭不斷衝刺，最終成功進佔領先位置下成功防止外檔衝出的濠城及奈村佳盈反超，以頸位優勢取得首個一級賽冠軍，亦為騎師西村淳也帶來首個一級賽勝利。
其後遠征香港，出戰香港短途錦標。比賽開始後，其維持於中團位置逐步推進，並於接近彎道時候沿着外檔上前。進入直路後，其繼續於中外檔的位置展開加速，但力弱之下未能進一步衝刺，最終以第十一落敗。
年末，由於其勝出短途馬錦標，因而於評選中以197票當選最佳短途馬。

### 5歲
回國休養後在2025年3月下旬直接挑戰高松宮紀念，本次比賽起步後逐步向內收攏，維持在二疊的先頭位置穩步推進，並在彎道位置時經已透出。進入直路後，其嘗試於最前方位置展開加速維持自身的優勢，但受限於全程望空的影響下力弱，最終被其他對手追過下以第七完賽。
其後再度遠征香港以主席短途獎作為目標，由於主戰騎師西村淳也於較早前的比賽中落馬受傷，由騎師川田將雅代打策騎，比賽初段稍為留後在後方位置等待時機，進入直路後在內欄開始加速上前，但稍為被阻下在未能完全透出，最終敗於嘉應高昇、里見夢境、驕陽明駒及賢者無敵取得第五。

### 詳細賽績
| 日期       | 舉辦國家 | 馬場 | 距離   | 級別 | 賽事名稱     | 負重 | 騎師     | 時間    | 馬號 | 出馬 | 名次 | 頭馬（二馬）   |
| ---------- | -------- | ---- | ------ | ---- | ------------ | ---- | -------- | ------- | ---- | ---- | ---- | -------------- |
| 12/11/2022 | 阪神     | 日本 | 泥1800 |      | 2歲新馬      | 55   | 松山弘平 | 1:58.1  | 4    | 9    | 9    | Sunday Funday  |
| 17/12/2022 | 阪神     | 日本 | 泥1400 |      | 2歲未勝利    | 55   | 松若風馬 | 1:25.9  | 13   | 16   | 2    | Mild Hunter    |
| 9/1/2023   | 中京     | 日本 | 泥1400 |      | 3歲未勝利    | 56   | 坂井瑠星 | 1:26.8  | 5    | 16   | 4    | Mariana Trench |
| 21/1/2023  | 中京     | 日本 | 泥1200 |      | 3歲未勝利    | 56   | 坂井瑠星 | 1:13.6  | 8    | 12   | 1    | （Bonanza）    |
| 29/4/2023  | 京都     | 日本 | 草1400 |      | 3歲一捷馬    | 56   | 鮫島克駿 | 1:20.8  | 5    | 9    | 2    | Alluring View  |
| 7/5/2023   | 京都     | 日本 | 草1400 | L    | 橘錦標       | 56   | 角田大河 | 1:23.1  | 8    | 9    | 1    | （千億星輝）   |
| 27/5/2024  | 京都     | 日本 | 草1200 | GIII | 葵葉錦標     | 56   | 團野大成 | 1:07.2  | 1    | 18   | 2    | 魔族美妙       |
| 27/8/2023  | 新潟     | 日本 | 草1400 | L    | 朱鷺錦標     | 54   | 角田大河 | 1:20.9  | 5    | 17   | 3    | 十歡薔薇       |
| 28/10/2023 | 京都     | 日本 | 草1400 | GII  | 天鵝錦標     | 55   | 武豐     | 1:20.1  | 2    | 18   | 4    | 極級必勝       |
| 16/11/2023 | 京都     | 日本 | 草1200 | GIII | 京阪盃       | 56   | 西村淳也 | 1:07.7  | 10   | 18   | 2    | 濠城           |
| 28/1/2024  | 京都     | 日本 | 草1200 | GIII | 絲路錦標     | 57.5 | 西村淳也 | 1:07.7  | 4    | 18   | 1    | （愛勁利）     |
| 24/3/2024  | 中京     | 日本 | 草1200 | GI   | 高松宮紀念   | 58   | 西村淳也 | 1:10.1  | 6    | 18   | 10   | 消暑樂祭       |
| 29/9/2024  | 中山     | 日本 | 草1200 | GI   | 短途馬錦標   | 58   | 西村淳也 | 1:07.0  | 13   | 16   | 1    | （濠城）       |
| 8/12/2024  | 沙田     | 香港 | 草1200 | GI   | 香港短途錦標 | 57   | 西村淳也 | 1:09.41 | 3    | 14   | 11   | 嘉應高昇       |
| 30/3/2025  | 中京     | 日本 | 草1200 | GI   | 高松宮紀念   | 58   | 西村淳也 | 1:08.8  | 6    | 18   | 7    | 里見夢境       |
| 27/4/2025  | 沙田     | 香港 | 草1200 | GI   | 主席短途獎   | 57   | 川田將雅 | 1:08.85 | 4    | 13   | 5    | 嘉應高昇       |

## 血統簡介
父系大鳴大放爲日本賽駒，生涯戰績優秀，曾勝出皋月賞及東京優駿（日本打吡），退役後配種成績亦極爲優秀。祖父夏威夷王爲日本賽駒，生涯戰績極爲優秀，僅得一戰未能獲勝，曾勝出一級賽NHK一哩賽及東京優駿（日本打吡），爲日本史上首匹贏得變則二冠的賽駒。
母系Atab為愛爾蘭生產的英國賽駒，生涯戰績不佳僅勝出一場賽事。外祖父新路向爲愛爾蘭賽駒，生涯戰績彪炳，曾勝出葉森打吡及英國冠軍錦標。

### 血統表
| 父線：金滿寶系（淘金者系）                |                               |                  |                 |
| 種馬 大鳴大放 2012年（棗色）              | 夏威夷王 2001年（棗色）       | 金滿寶           | 淘金者          |
| 種馬 大鳴大放 2012年（棗色）              | 夏威夷王 2001年（棗色）       | 金滿寶           | Miesque         |
| 種馬 大鳴大放 2012年（棗色）              | 夏威夷王 2001年（棗色）       | Manfath          | 最後大官        |
| 種馬 大鳴大放 2012年（棗色）              | 夏威夷王 2001年（棗色）       | Manfath          | Pilot Bird      |
| 種馬 大鳴大放 2012年（棗色）              | Admire Groove 2000年（棗色）  | 週日寧靜         | Halo            |
| 種馬 大鳴大放 2012年（棗色）              | Admire Groove 2000年（棗色）  | 週日寧靜         | Wishing Well    |
| 種馬 大鳴大放 2012年（棗色）              | Admire Groove 2000年（棗色）  | 氣槽             | 東來兵          |
| 種馬 大鳴大放 2012年（棗色）              | Admire Groove 2000年（棗色）  | 氣槽             | Dyna Carle      |
| 繁殖雌馬 Atab 2012年（棗色）              | 新路向 2005年（栗色）         | 天文學家         | 鞍匠井          |
| 繁殖雌馬 Atab 2012年（棗色）              | 新路向 2005年（栗色）         | 天文學家         | 海都市          |
| 繁殖雌馬 Atab 2012年（棗色）              | 新路向 2005年（栗色）         | 公園快綫         | Ahonoora        |
| 繁殖雌馬 Atab 2012年（棗色）              | 新路向 2005年（栗色）         | 公園快綫         | Matcher         |
| 繁殖雌馬 Atab 2012年（棗色）              | Moon's Whisper 1999年（棗色） | 雷貓             | 雷鳥            |
| 繁殖雌馬 Atab 2012年（棗色）              | Moon's Whisper 1999年（棗色） | 雷貓             | Terlingua       |
| 繁殖雌馬 Atab 2012年（棗色）              | Moon's Whisper 1999年（棗色） | East of the Moon | Private Account |
| 繁殖雌馬 Atab 2012年（棗色）              | Moon's Whisper 1999年（棗色） | East of the Moon | Miesque         |
| 雌系：Miesque系（號族：20）               |                               |                  |                 |
| 五代內近親交配：Miesque 4×4、北地舞人 5×5 |                               |                  |                 |

## 命名由來
名字Lugal（ルガル）於蘇美爾語中，意思為「君王」，香港則加以引申，並同時借用德語Kluger（意思是「賢德」）的意思，翻譯為「賢德之君」。

## 外部連結
- 賢德之君 netkeiba.com （页面存档备份，存于）
- 血統表 （页面存档备份，存于）